# 琴芝駅
琴芝駅（ことしばえき）は、山口県宇部市琴芝町二丁目にある、西日本旅客鉄道（JR西日本）宇部線の駅である。

## 歴史

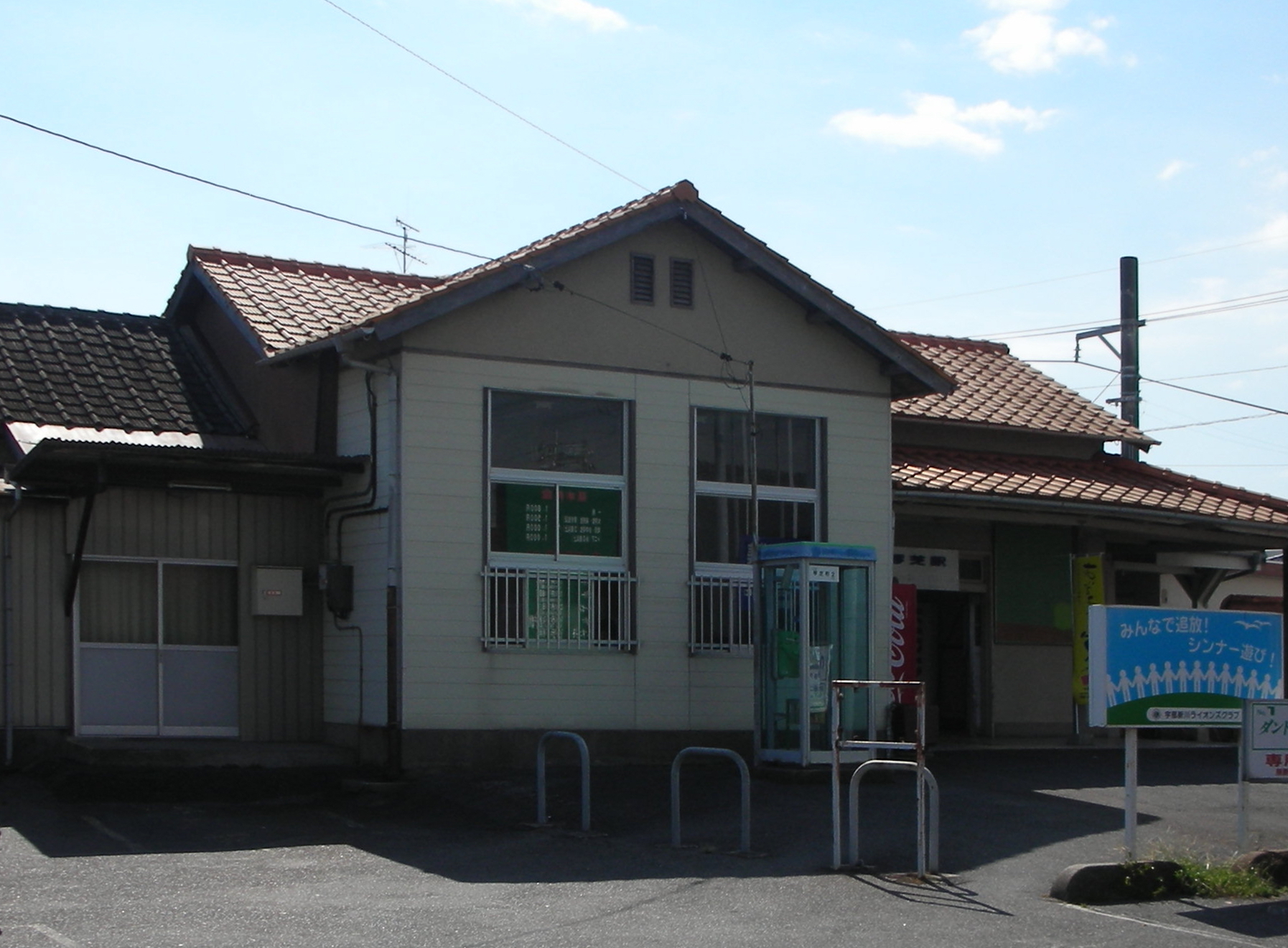
旧駅舎（2008年9月）

- 1929年（昭和4年）11月29日：宇部鉄道の駅として、東新川駅 - 宇部新川駅間に新設開業[2]。
- 1943年（昭和18年）5月1日：宇部鉄道国有化[2]。国有鉄道宇部東線[3]の駅となる。
- 1948年（昭和23年）2月1日：宇部東線が宇部線に改称され[3]、当駅もその所属となる。
- 1985年（昭和60年）3月14日：荷物扱い廃止[2]。
- 1987年（昭和62年）4月1日：国鉄分割民営化により西日本旅客鉄道が継承[2]。
- 1999年（平成11年）7月：みどりの窓口営業開始。
- 2002年（平成14年）
  - 3月31日：みどりの窓口営業終了。
  - 4月1日：宇部市シルバー人材センターが平日限定で駅員を派遣する簡易委託駅となる[4]。
- 2008年（平成20年）3月15日：ダイヤ改正により快速「のぞみリレー号」の停車駅となる。
- 2009年（平成21年）3月14日：ダイヤ改正で快速が廃止、停車する列車がすべて普通となる。
- 2012年（平成24年）9月：無人化[1]。
- 2020年（令和2年）4月下旬：木造駅舎とトイレが解体され、簡易駅舎の供用を開始した。

## 駅構造

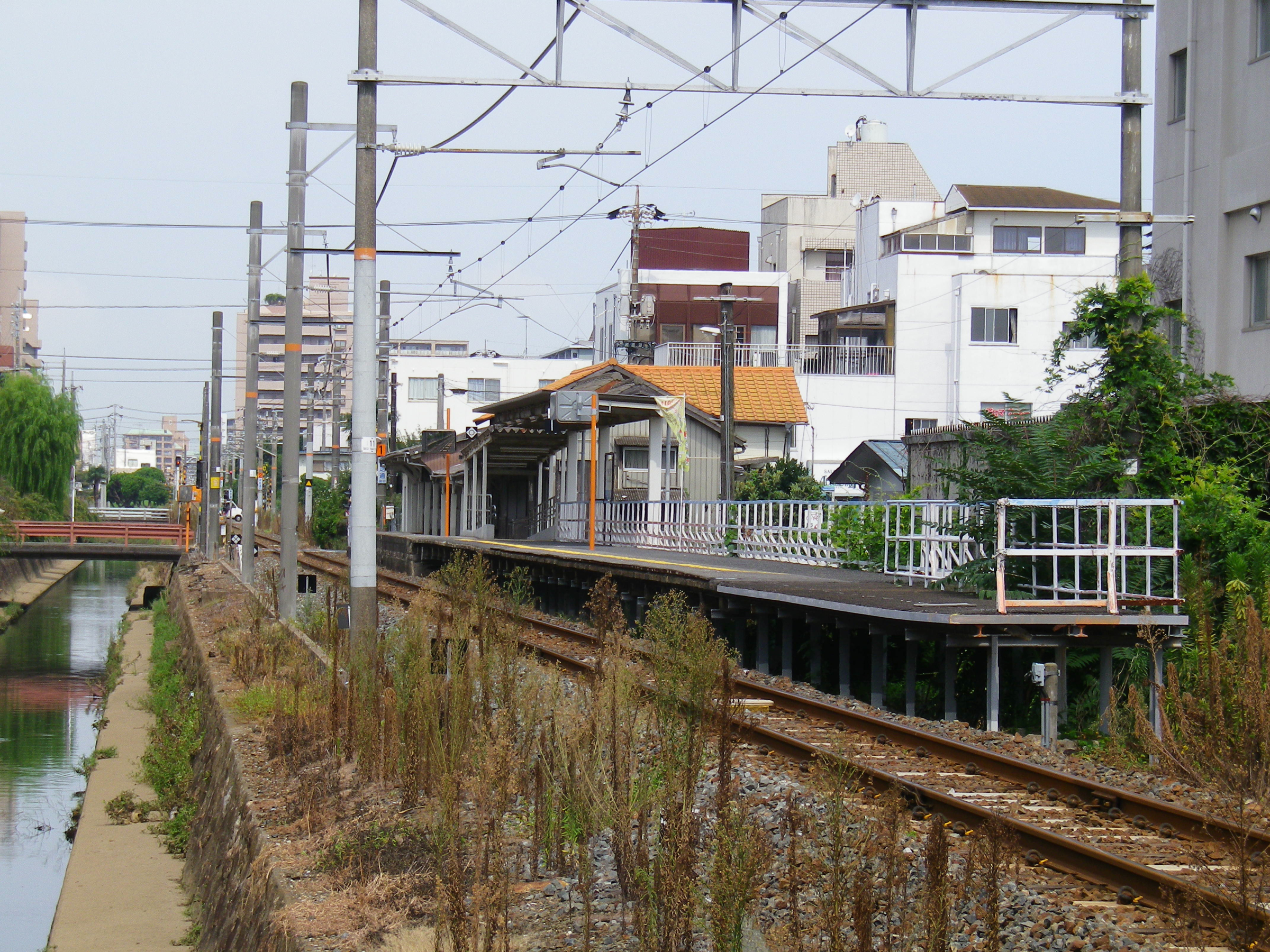
プラットホーム（2011年8月）
（手前が新山口方面、奥が宇部方面。写真は駅舎建て替え前のものだがホームの位置は同一で、現在は写真奥の琴芝通りに面した位置に出入口が設けられている）

宇部新川方面に向かって右側に単式ホーム1面1線を持つ地上駅（停留所）。無人駅で、自動券売機が設置されている。
宇部鉄道時代からの木造駅舎が長年にわたり使用されていたが、老朽化に加え、無人化などにより使用していない部分も多く、施設規模が現在の利用状況に見合っていないとして、2020年に解体され、従来の駅舎より規模を大幅に縮小した簡易駅舎に建て替えられた。またこの建て替えにあわせてトイレも撤去された。

## 利用状況
1日の平均乗車人員は以下の通りである。
| 乗車人員推移 | 乗車人員推移 |
| 年度         | 1日平均人数  |
| ------------ | ------------ |
| 1999         | 994          |
| 2000         | 989          |
| 2001         | 923          |
| 2002         | 795          |
| 2003         | 732          |
| 2004         | 654          |
| 2005         | 639          |
| 2006         | 634          |
| 2007         | 633          |
| 2008         | 634          |
| 2009         | 628          |
| 2010         | 652          |
| 2011         | 687          |
| 2012         | 641          |
| 2013         | 670          |
| 2014         | 639          |
| 2015         | 703          |
| 2016         | 709          |
| 2017         | 706          |
| 2018         | 705          |
| 2019         | 666          |
| 2020         | 614          |
| 2021         | 598          |
| 2022         | 617          |

## 駅周辺
隣接する宇部新川駅との間は営業キロで1.1 kmと短く、宇部新川駅周辺から続く宇部市中心街の中に含まれている。宇部市役所・宇部市立図書館などは当駅が最寄りである。駅舎の反対側には線路と並行して塩田川が流れている。

### 道路
- 国道190号 - 駅の南西約500 m。宇部線と並行する。沿線には宇部市役所が立地し交通量が多い。
- 国道490号（参宮通り） - 駅の南東約300 m。宇部線と交差する。
- 山口県道342号琴芝際波線（産業道路） - 駅の北東約200 m。宇部線と並行する。
- 寿橋通り - 駅の南西約150 m。宇部線と並行する。
- 琴芝通り - ホームの宇部側の端部に面し宇部線と交差する。

### 施設
| 行政機関・公共施設 - 宇部市役所 - 宇部市休日夜間救急診療所 - 宇部税務署 - 宇部市保健センター - 山口県宇部総合庁舎 - 山口地方裁判所宇部支部 - 山口地方検察庁宇部支部 文化施設 - 宇部市シルバーふれあいセンター - 宇部市総合福祉会館 - 宇部市男女共同参画センターフォーユー - 宇部市立図書館 - 宇部市旧宇部銀行館（ヒストリア宇部） 金融機関 - 山口銀行宇部支店 - 山口銀行上宇部支店 - 西中国信用金庫琴芝支店 - 西日本シティ銀行宇部支店 - 広島銀行宇部支店 - 東洋証券宇部支店 - 藍澤證券宇部支店 主な企業 - 朝日新聞宇部支局 - 宇部日報社本社、印刷センター - エフエムきらら本社 - 毎日新聞社宇部通信部 - 山口産業本社 - 山口新聞宇部支局 | 商店街 - ハミングロード新天町 - 琴芝駅通り商店街 商業施設 - クシベ宇部店 - まるき常盤通り店 - アルク琴芝店 教育機関 - 宇部市立琴芝小学校 - 宇部市立神原小学校 - 宇部中央自動車学校 - 慶進中学校・高等学校 - 山口県立宇部工業高等学校 宿泊施設 - ビジネスホテル宇部 - ビジネスホテルパーク琴芝 - ビジネスホテル日高 - ビジネスホテル翠月 郵便局 - 宇部郵便局 - 宇部琴芝郵便局 その他 - 中津瀬神社 - 神原公園 - 南神原公園 |

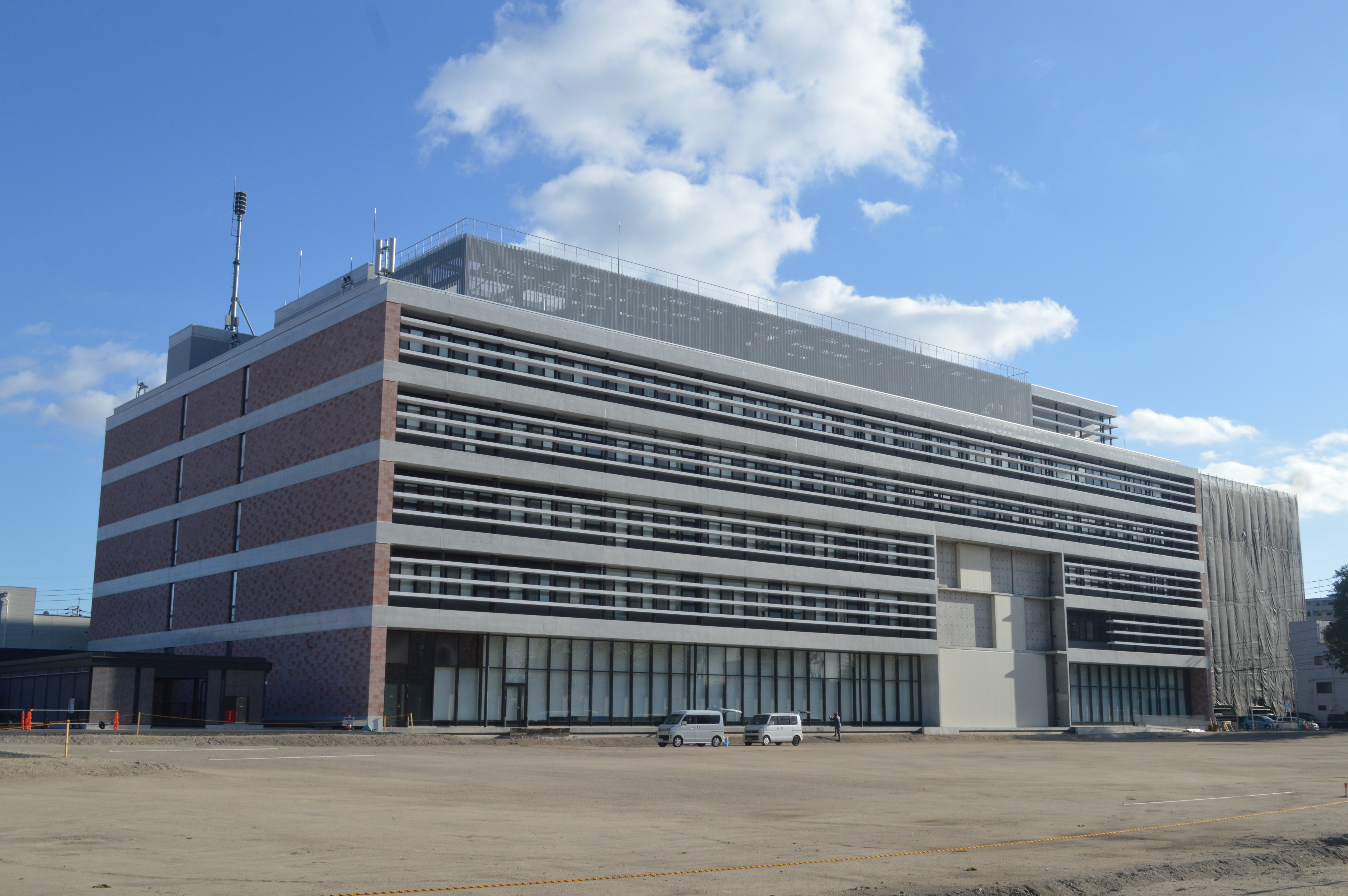
宇部市役所
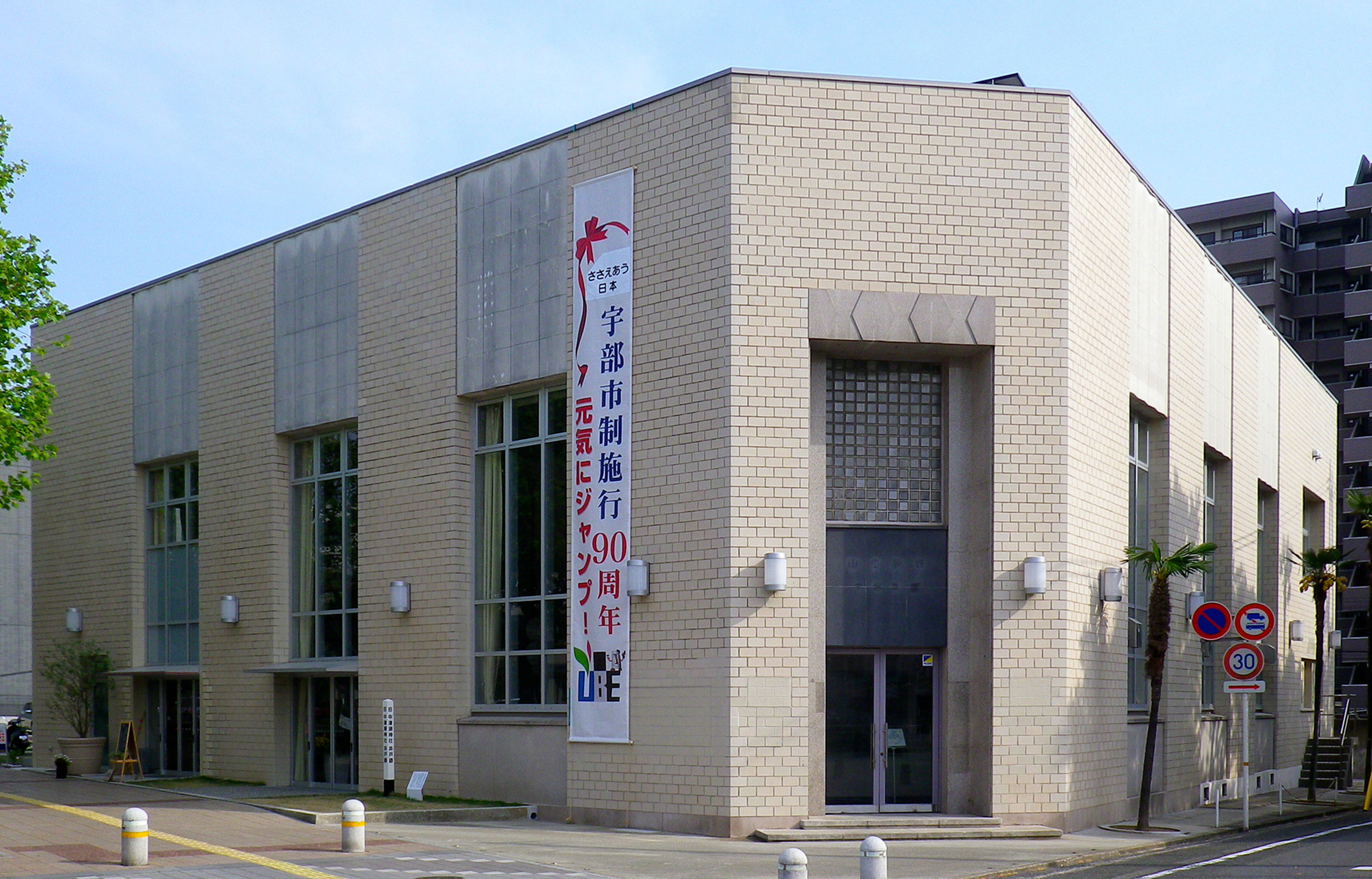
旧宇部銀行館
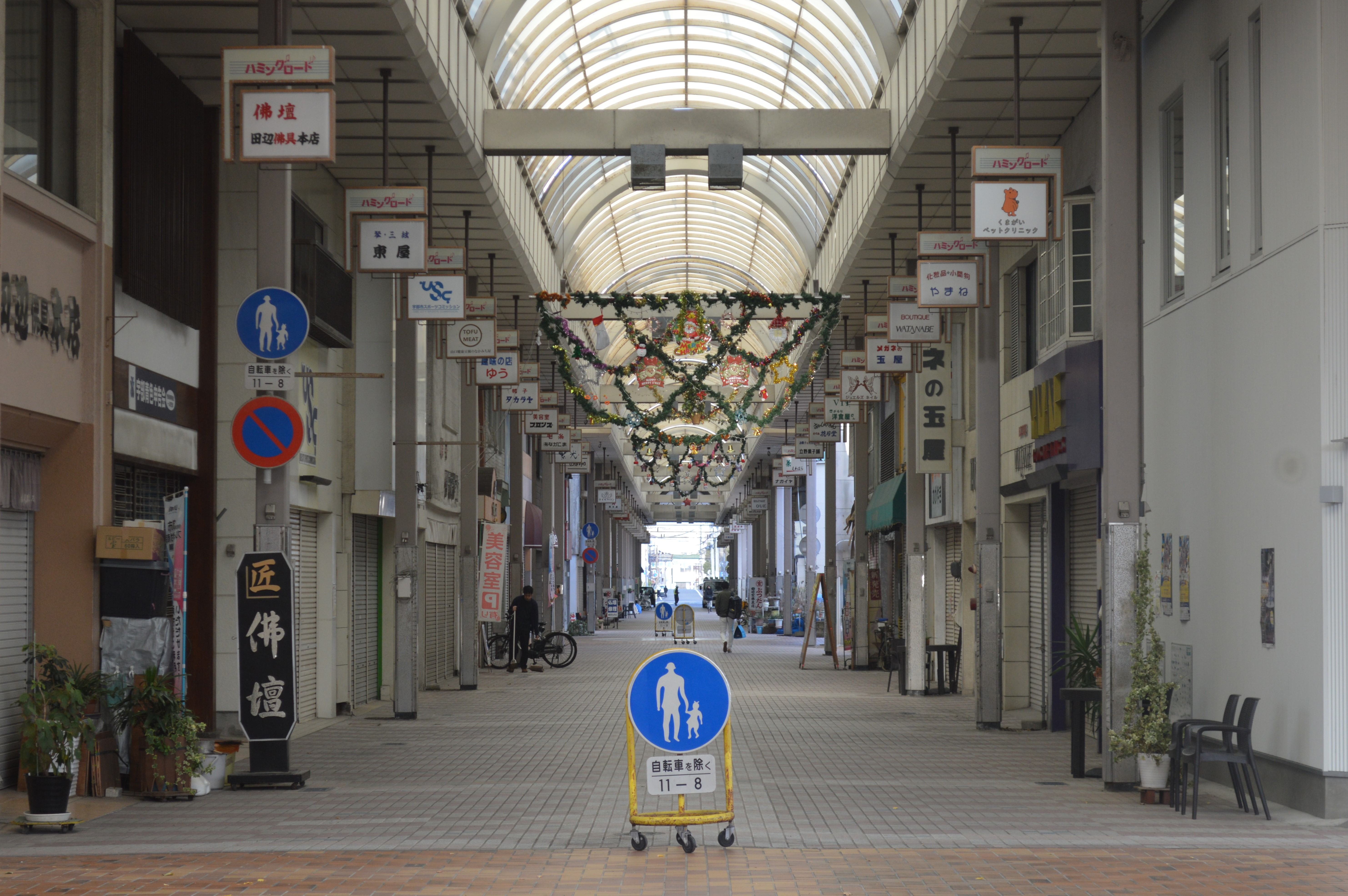
ハミングロード新天町
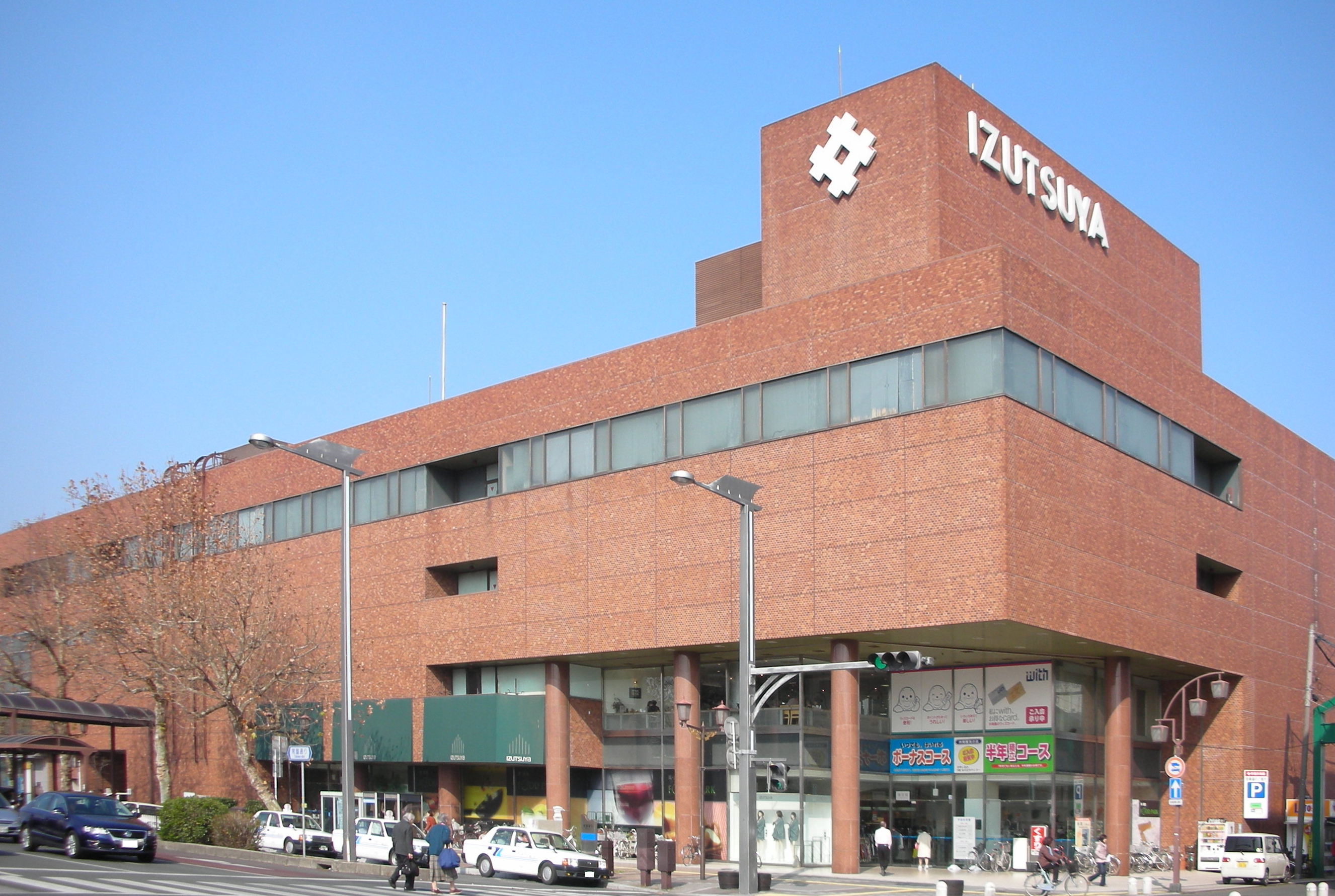
山口井筒屋宇部店（通称宇部井筒屋）。2018年に閉店、その後宇部市が取得し「常盤町1丁目スマイルマーケット」となるが2021年6月に閉店した
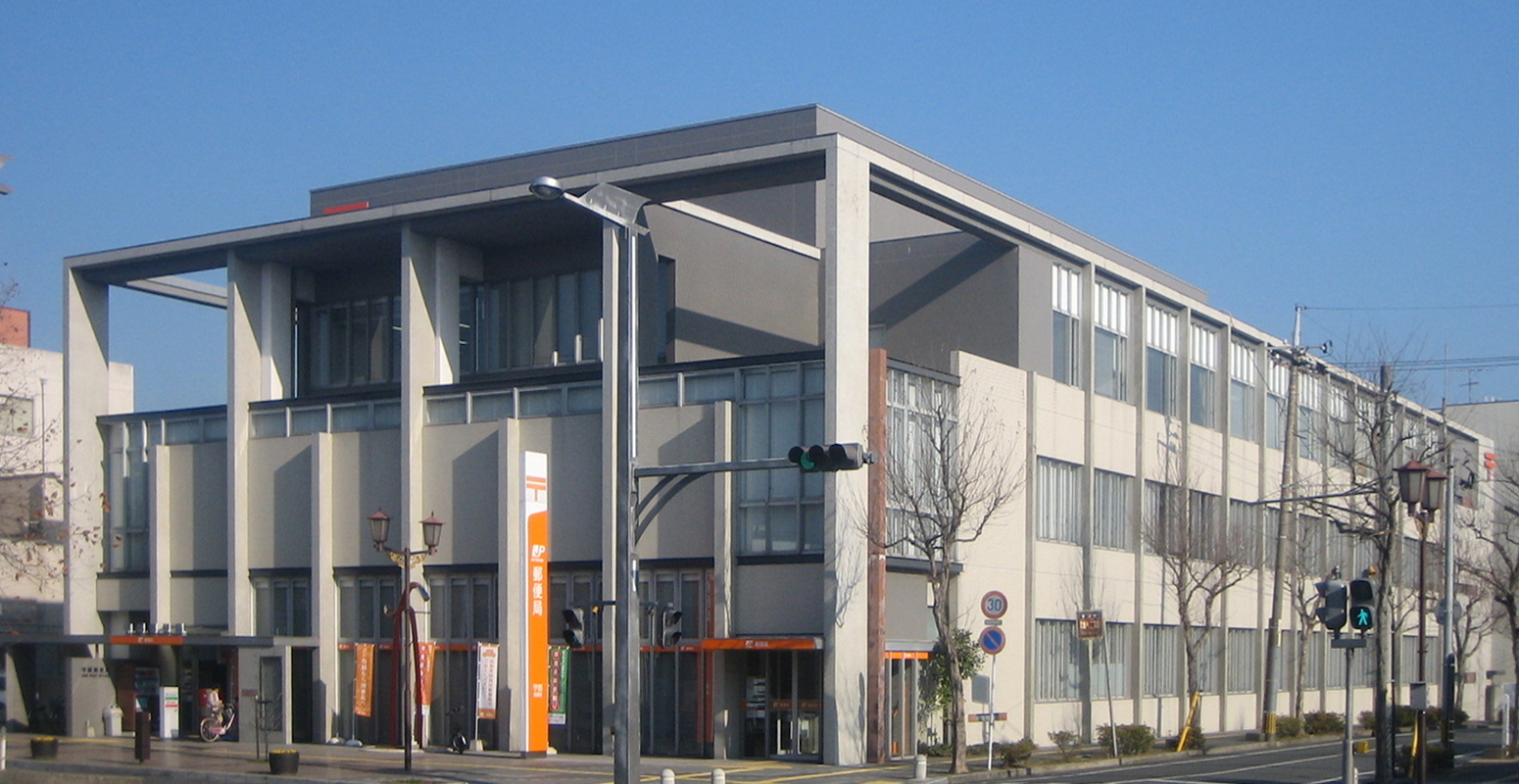
宇部郵便局

## 隣の駅
西日本旅客鉄道（JR西日本）
■宇部線
東新川駅 - 琴芝駅 - 宇部新川駅